# Ctenus angigitanus
Ctenus angigitanus är en spindelart som beskrevs av Roewer 1938. Ctenus angigitanus ingår i släktet Ctenus och familjen Ctenidae. Inga underarter finns listade i Catalogue of Life.